# Volrath Vogt

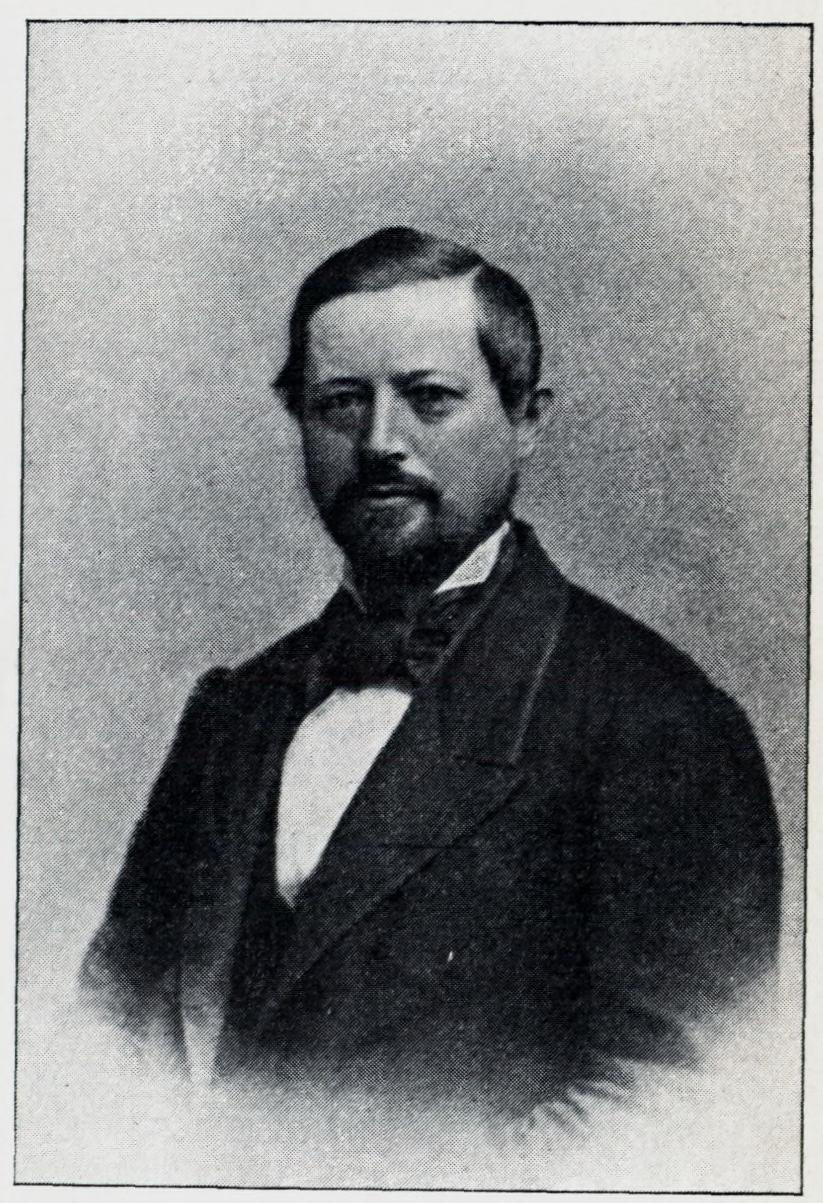
Volrath Vogt i En Christianiensers Erindringer fra 1850- og 60-Aarene av Yngvar Nielsen.

Henrik Ludvig Volrath Vogt, född den 14 februari 1817 i Rerslev på Själland, död den 19 juli 1889 i Kristiania, var en norsk teologisk författare, sonson till Nils Nilsen Vogt.
Vogt tog med utmärkelse teologisk examen i Kristiania 1838 samt blev 1839 lärare och 1852 överlärare vid därvarande katedralskola. 
Under en längre resa till Syrien och Palestina 1863 gjorde han studier till sitt lärda och vidlyftiga arbete Det hellige land (1879; andra upplagan 1888). 
Ännu mera bekant blev han likväl genom sina bibliska historier, en större och en mindre version, av vilka i synnerhet den senare är mycket spridd (över 40  upplagor) och översatt till svenska och flera andra språk.